# Verbosidad

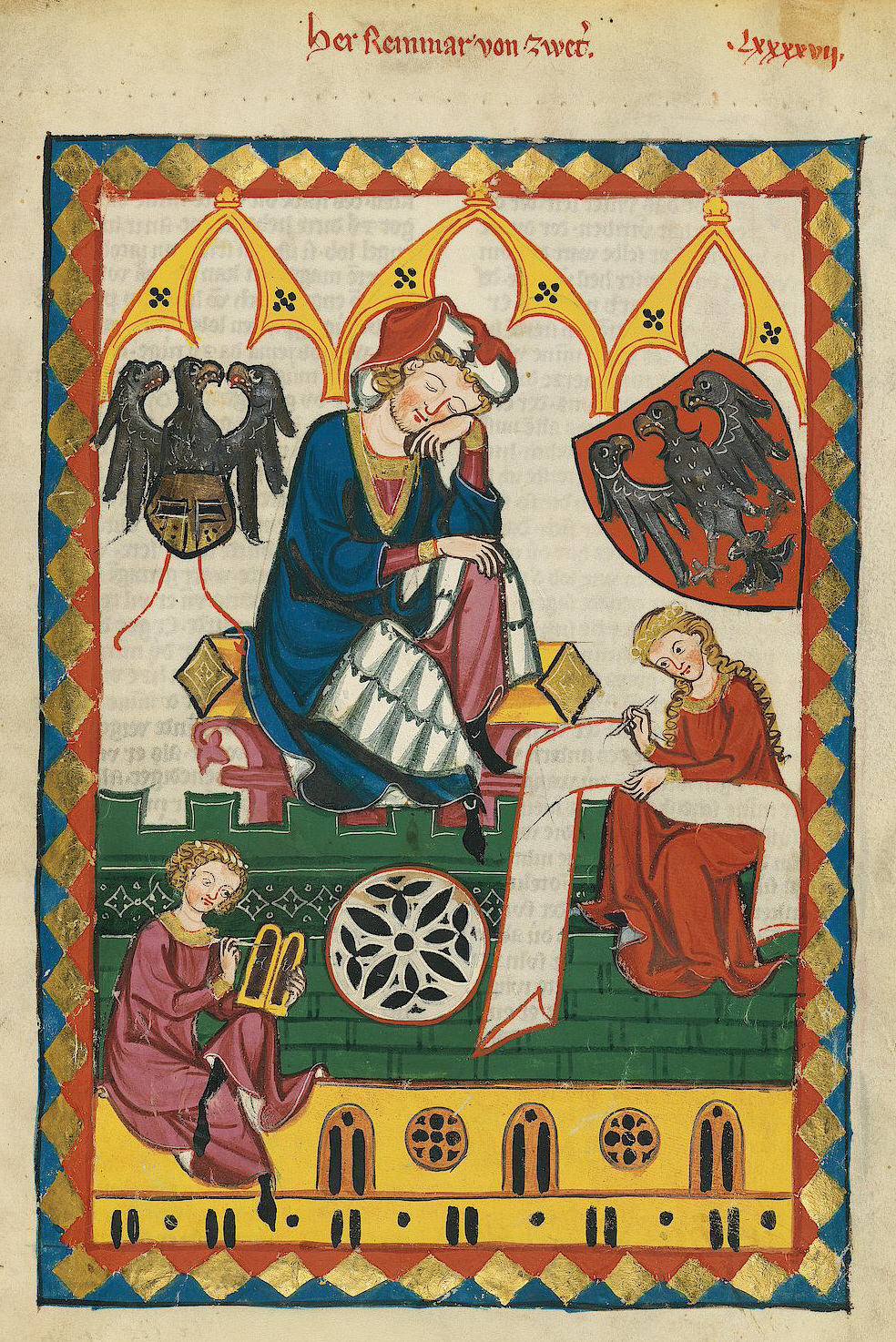
En el Codex Manesse (ca. 1305-1340), un personaje parece dormitar mientras otros escriben, uno de ellos un extenso "rollo".

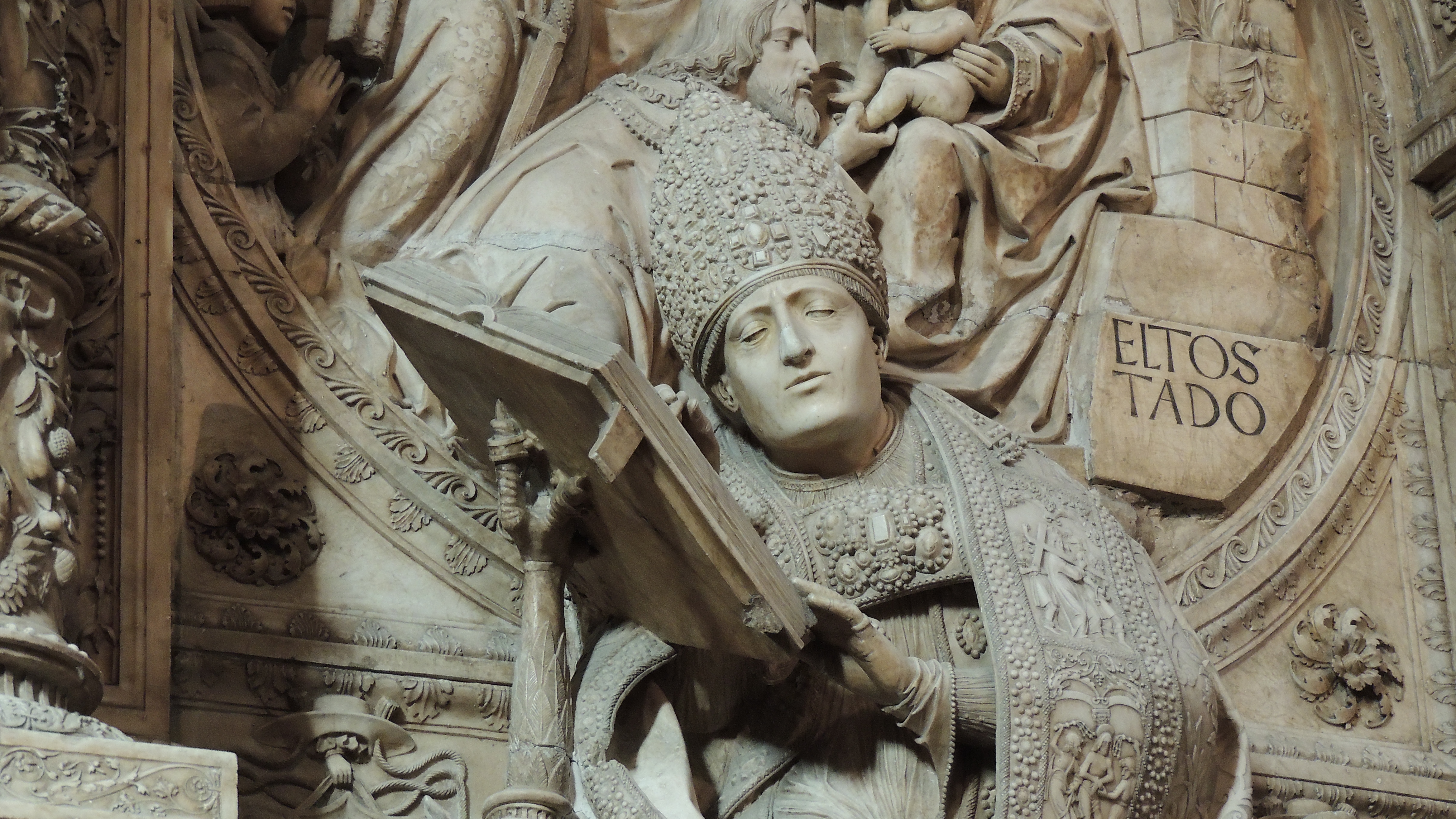
Sepulcro de Alonso Fernández de Madrigal "el Tostado" (1511). Su cualidad de prolífico escritor originó la frase hecha "escribe más que el Tostado".

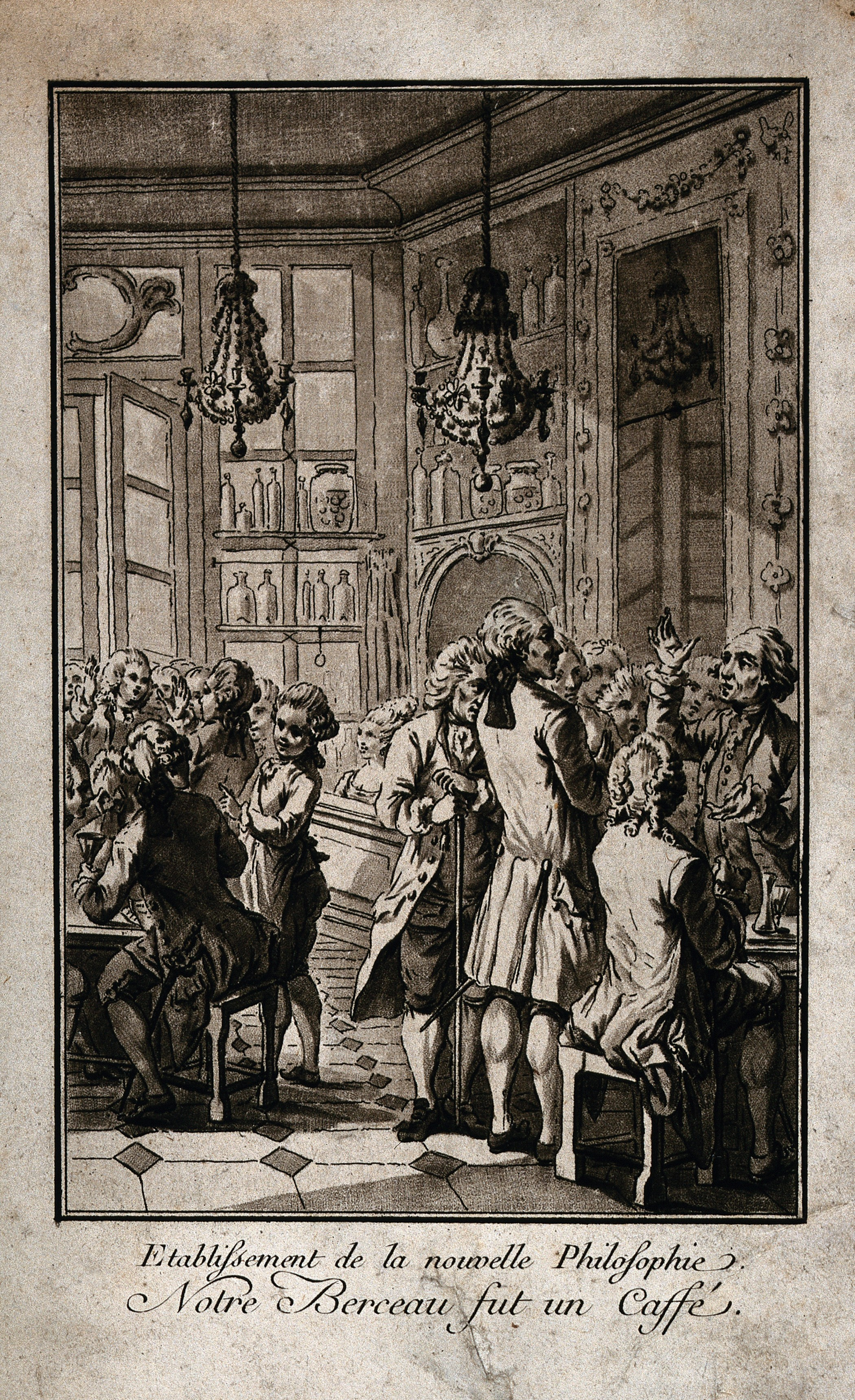
Tertulia en el Café Procope de París,.

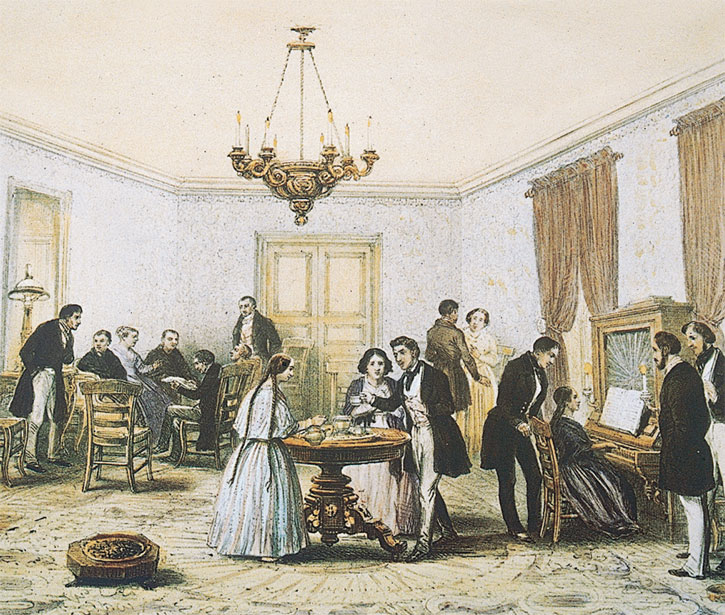
Tertulia en Santiago de Chile, dibujo de Claudio Gay, 1848.

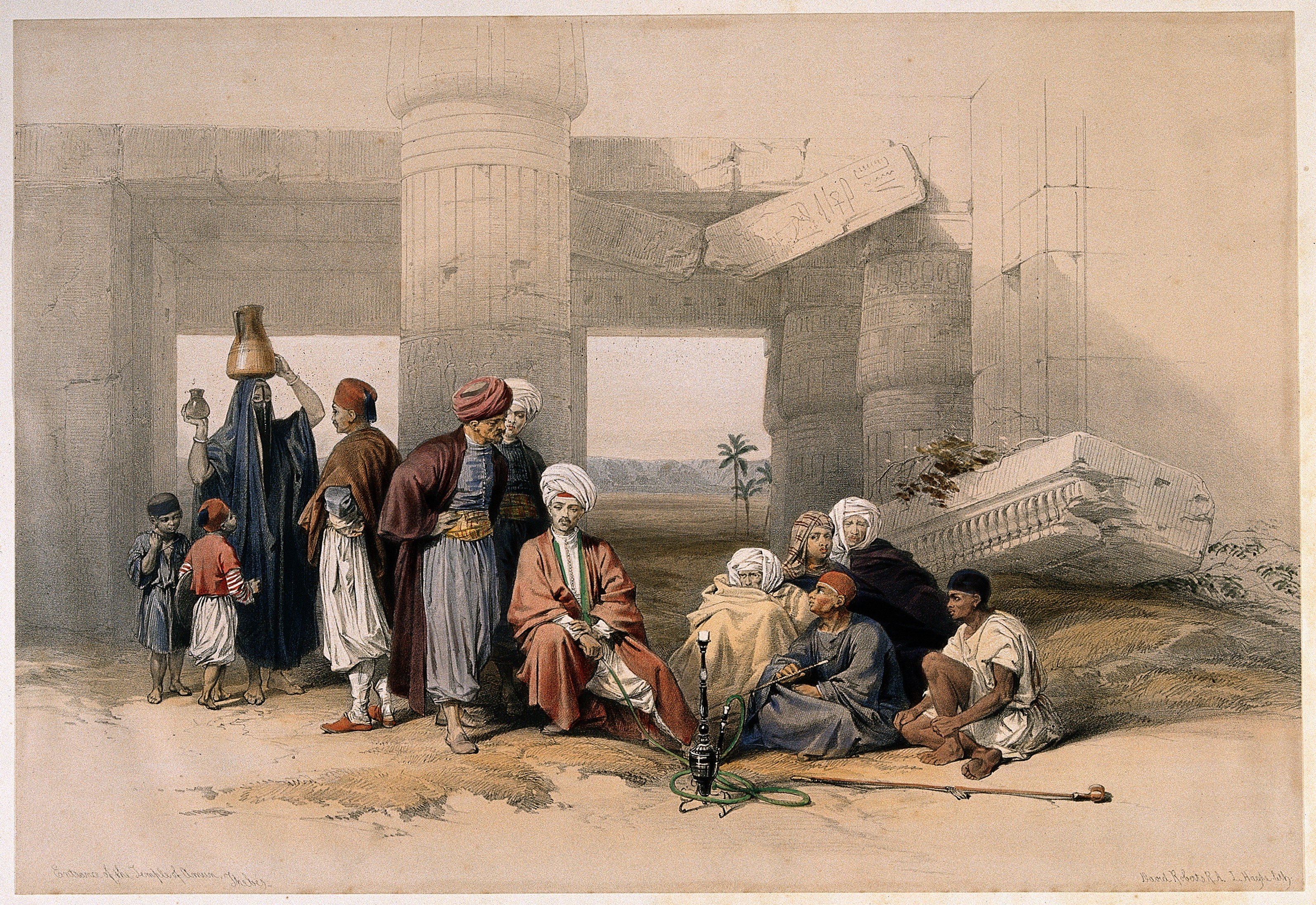
Charlando y fundando ante las ruinas del templo de Amón en Tebas, litografía de L. Haghe y D. Roberts, 1849.

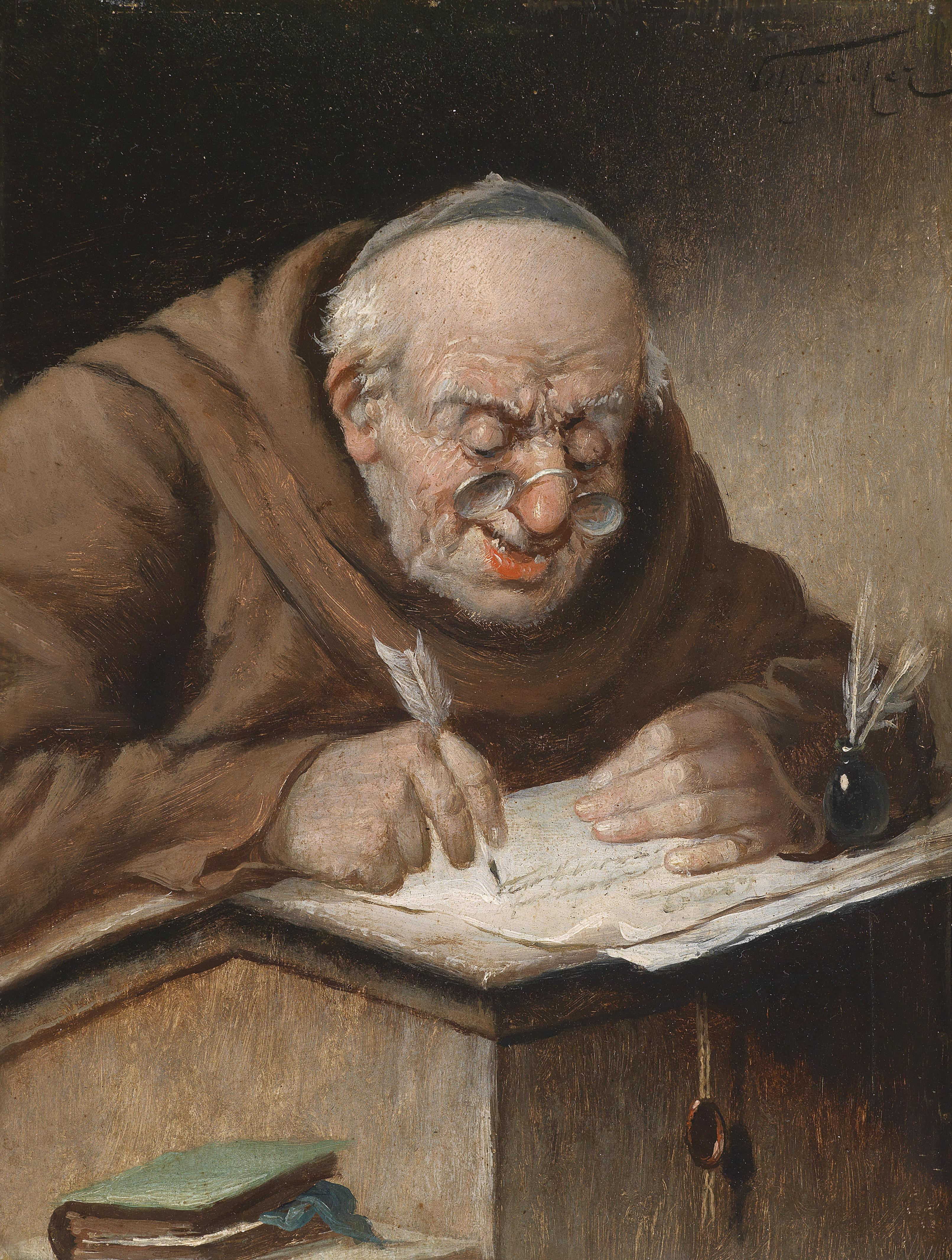
Monje escribiendo, de Carl Schleicher, ca. 1860-1870

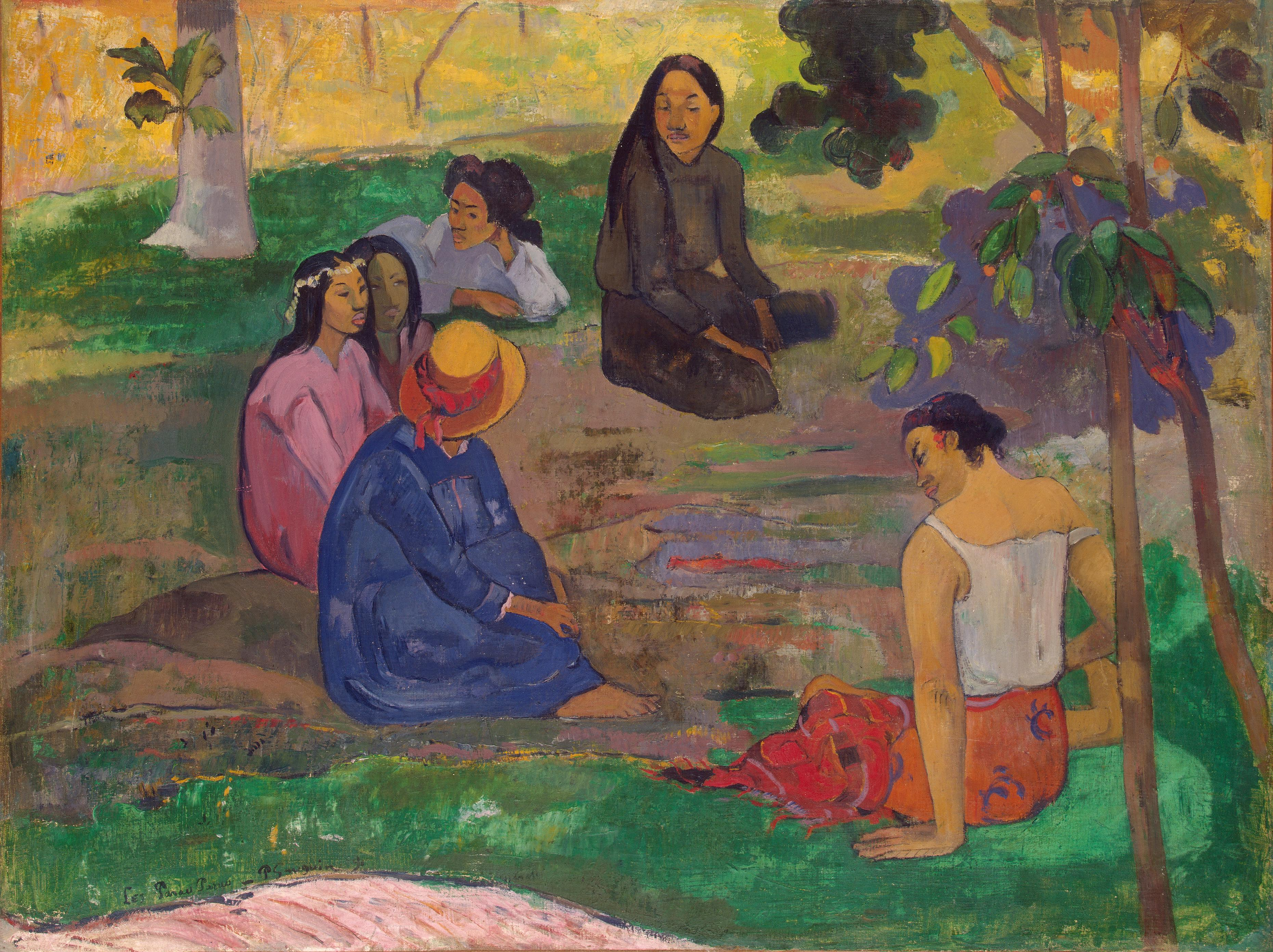
Les Parau Parau ("la charla" o "las charlatanas"), de Paul Gaugin, 1891.

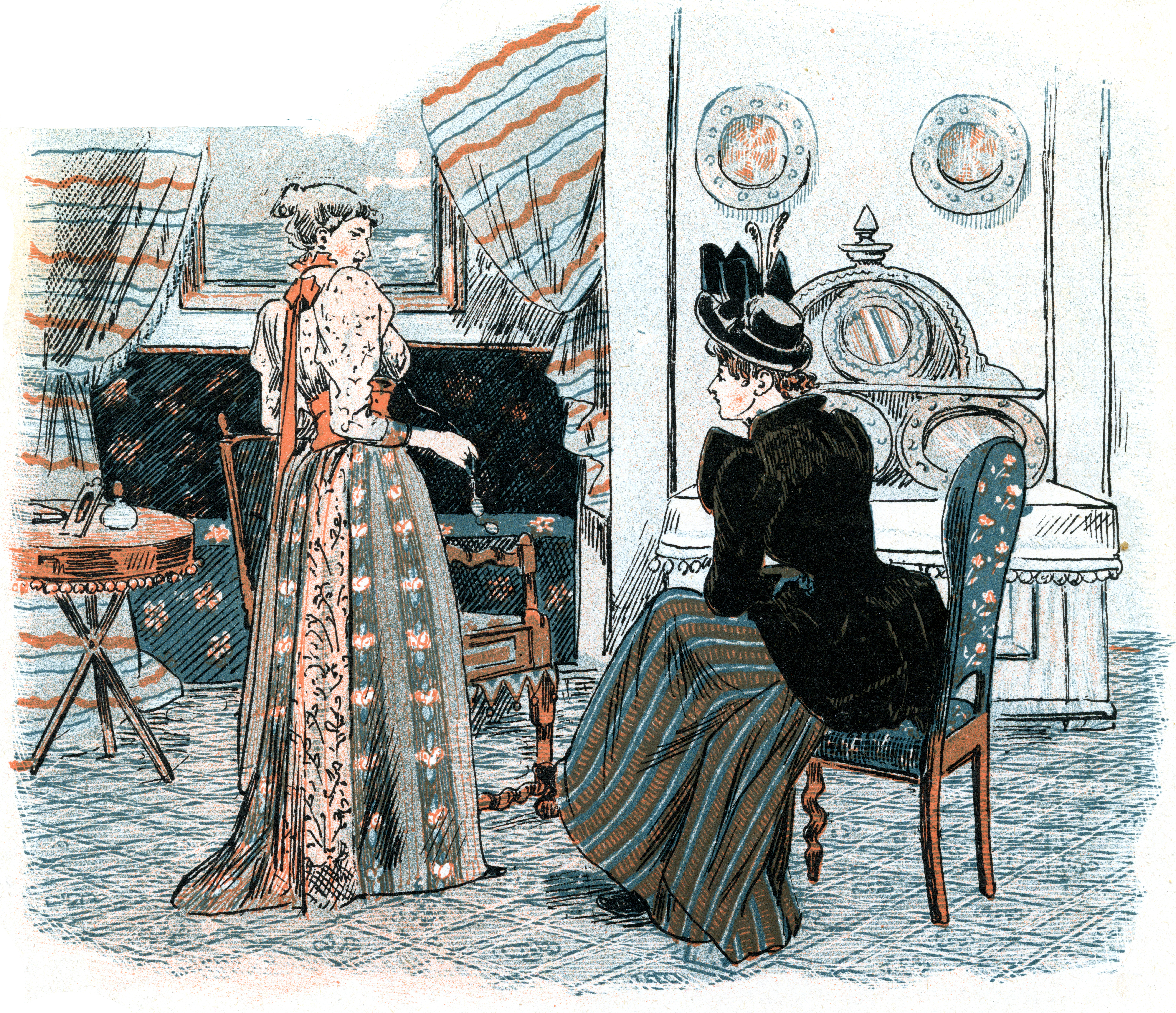
To fine damer taler sammen i en fin stue ("dos delicadas mujeres charlando en una delicada habitación"), ilustración de Punch, n.º 44, 1892.

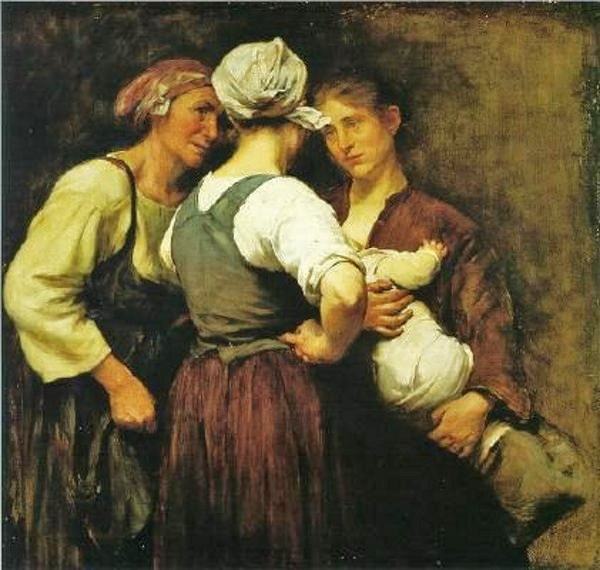
Women talk ("charla de mujeres"), de Elizabeth Nourse, ca. 1900.

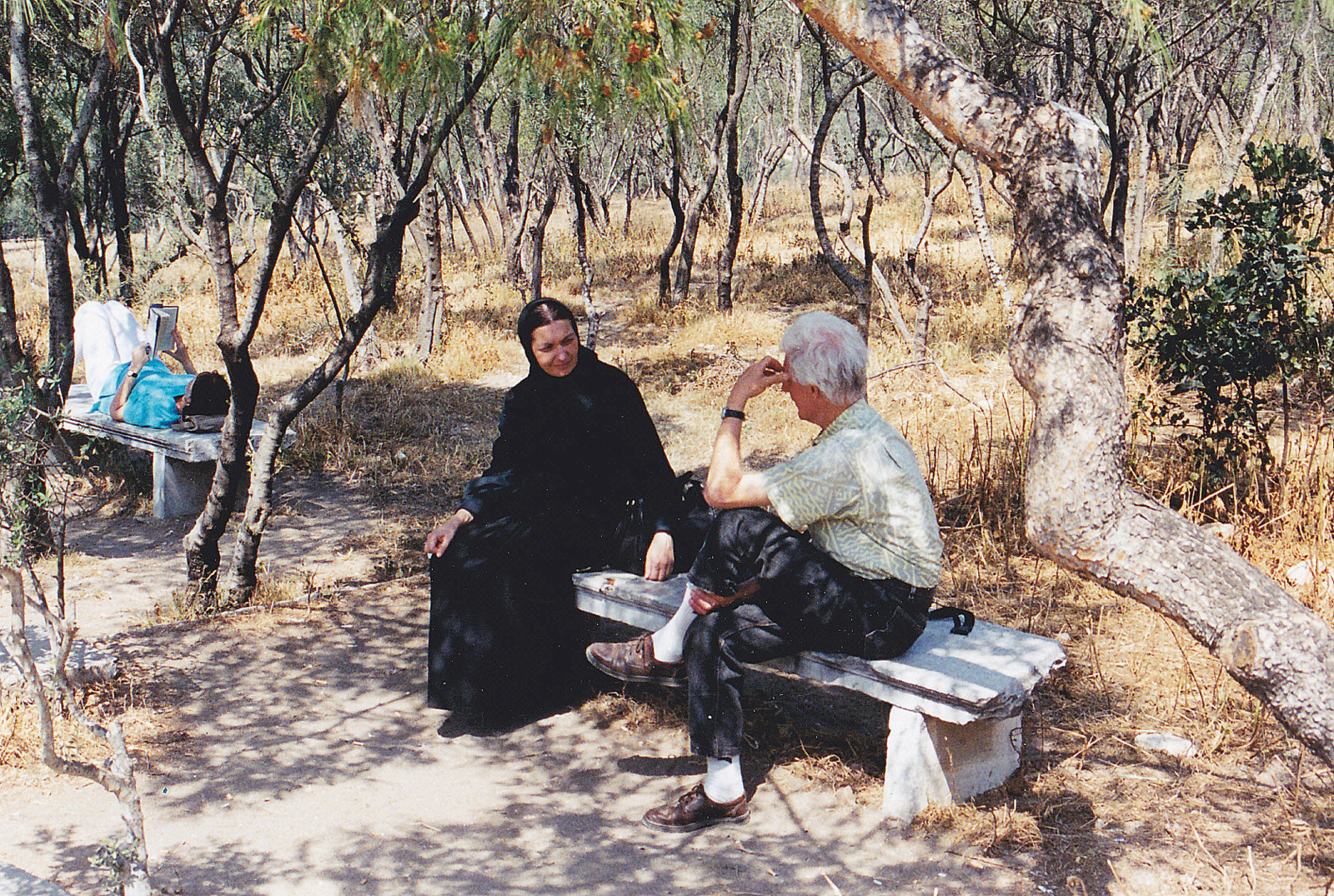
Hombre y mujer charlando, en Grecia.

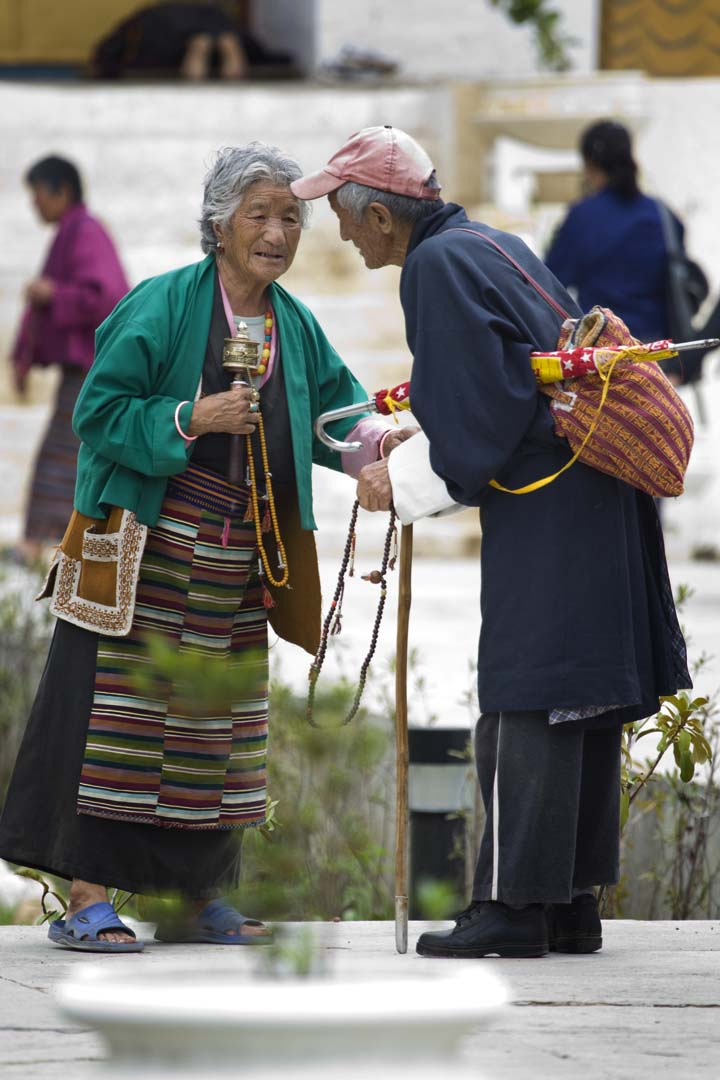
Ancianos charlando, en Bhután.

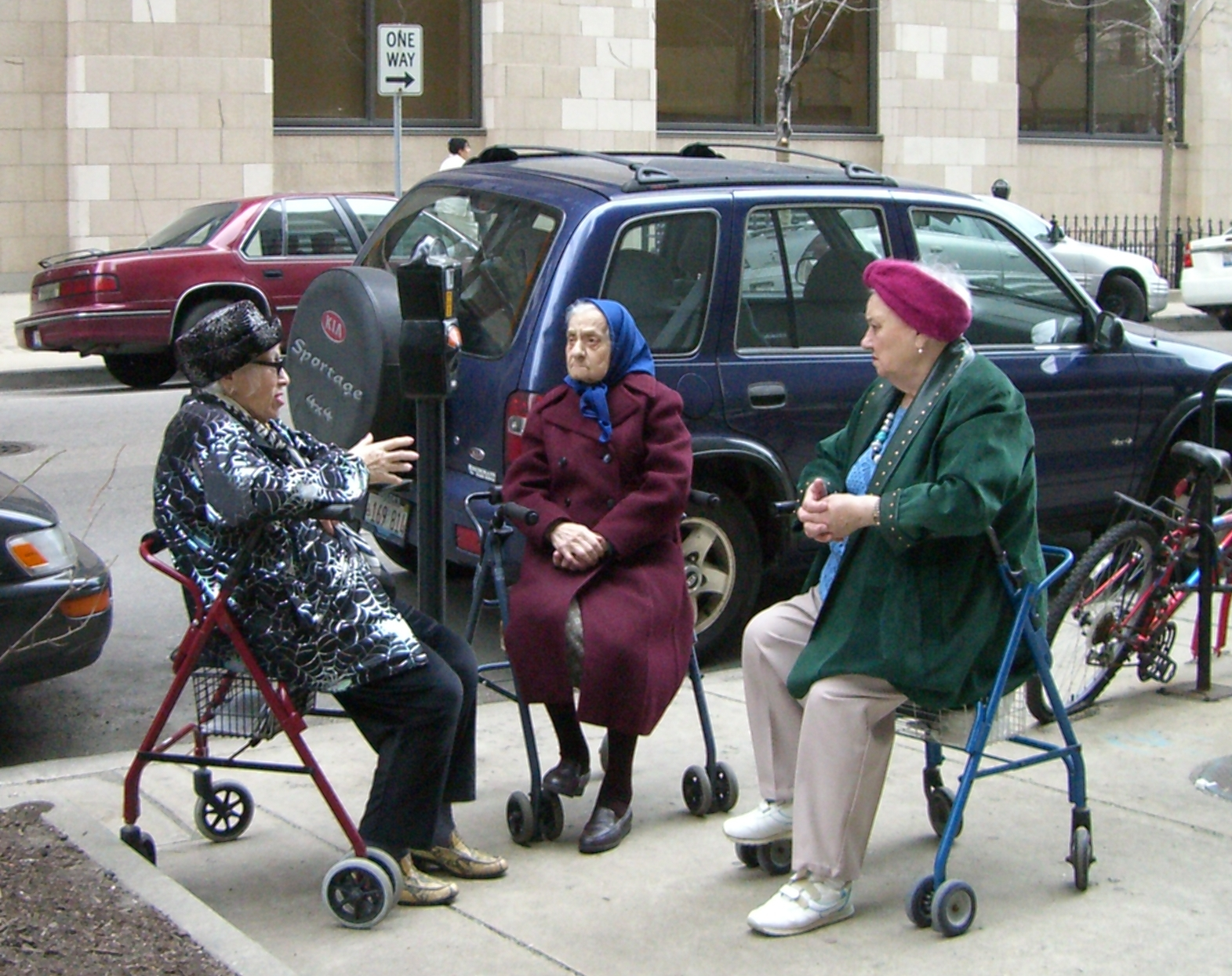
Ancianas charlando, en Chicago.

Verbosidad (del latín tardío verbosĭtas, -ātis) es la abundancia de palabras en la elocución. Verboso es lo abundante y copioso de palabras. Locuaz (del latín loquax, -ācis) es el "que habla mucho o demasiado". Hablador no sólo es el "que habla mucho", sino el que en ese exceso llega a ser impertinente y molesto, o el que comete una indiscreción. Palabrería es la abundancia de palabras vanas y ociosas (inútiles, innecesarias, sin fundamento). Palabrero, además del "que habla mucho", también es el que promete fácilmente para luego no cumplir lo prometido (es decir, paradójicamente, el que no tiene palabra). Parlar es "hablar mucho y sin sustancia", y en algunas aves (aves parlantes) "hacer sonidos que se asemejan a la locución humana"; también es hablar con indiscreción, con lo que se identifica perfectamente con las primeras acepciones de "charlatán" y con las acepciones metafóricas de "cotorra" y "loro".

## Estilos y géneros
La locuacidad o verbosidad puede referirse tanto a un discurso como a un escrito ("tocho", "mamotreto", "peñazo", "rollo") caracterizado por usar un exceso de palabras que, si no consiguen expresarse con fluidez y elocuencia (facilidad de palabra), provocan el tedio (lo que permite calificarlo como "plúmbeo"). Lo opuesto de la verbosidad es la concisión, propia del lenguaje llano y el laconismo (economía lingüística); la elección de un tipo de discurso u otro marca el estilo de un hablante o autor, aunque los manuales preceptivos de retórica recomiendan evitar ser prolijo en exceso.

Mega biblion mega kakon (μέγα βιβλίον μέγα κακόν) / "Gran libro, gran mal"
Calímaco contra Apolonio de Rodas

Lo bueno, si breve, dos veces bueno, y aun lo malo, si poco, no tan malo
Baltasar Gracián, Oráculo manual y arte de prudencia.

Huye de largos retratos y descripciones interminables, que se borran en el espíritu a medida que se van desenvolviendo
Charles Lévêque, Estética o ciencia de lo bello.

A pesar de ello, la verbosidad no sólo se da en el habla popular (como la llevada al cine por Cantinflas), sino en algunos géneros particularmente proclives a caer en ella, como la oratoria sagrada (los excesos barrocos de los sermones del siglo XVIII fueron ferozmente criticados por el Padre Isla en Fray Gerundio de Campazas), la oratoria política (en el siglo XX, algunos discursos de Fidel Castro alcanzaron las doce horas de duración), la prosa administrativa o jurídica (los hermanos Marx la ridiculizan en una escena de Una noche en la ópera -"la parte contratante de la primera parte"-), o la prosa académica (escándalo Sokal). También se ha señalado que algunos intentos de desarrollar un lenguaje inclusivo o "políticamente correcto" caen en excesos innecesarios de verbosidad.

Las siete clepsidras que a grandes voces reclamabas, Ceciliano, te las ha concedido el juez a regañadientes. Pero tú hablas largo y tendido y, medio recostado, bebes agua tibia de unas botellas de vidrio. Para que sacies de una vez tu voz y tu sed, te rogamos, Ceciliano, que bebas ya de la clepsidra.
Marcial, Epigrama XXXV, Libro VI.

Don’t say 'reflected acoustic wave', say 'echo' / "No digas 'onda acústica reflejada', di 'eco'"
Richard Feynman

Incluso el lenguaje poético puede caer en este vicio, cuando produce composiciones o versos tan largos y ampulosos que reciben la denominación irónica de sesquipedálicos (del latín sesquipedālis, que mide un pie y medio); el mismo término se usa para denominar el uso innecesario de palabras largas, que habitualmente delatan una intención pedante o petulante, y en algunos casos caen en la ultracorrección.
Sesquipedalia verba ("palabras de un pie y medio de longitud") es un tópico literario acuñado por Horacio:

Telephus et Peleus cum pauper et exsul uterque 
proiicit ampullas et sesquipedalia verba, 
si curat cor spectantis tetigisse querella.
Arte poetica, 73.

—Señor Pérez, salga usted a la pizarra y escriba: “Los eventos consuetudinarios que acontecen en la rúa”.

El alumno escribe lo que se le dicta.
—Vaya usted poniendo eso en lenguaje poético.
El alumno, después de meditar, escribe: “Lo que pasa en la calle”.

Mairena.— No está mal.
Antonio Machado, Juan de Mairena

Lope de Vega previene, en su Arte nuevo de hacer comedias en este tiempo, contra las obras de teatro que se prolonguen en exceso, pero también contra el silencio, exigiendo que las palabras fluyan:

Quede muy pocas veces el teatro	
sin persona que hable, porque el vulgo		
en aquellas distancias se inquïeta
(...)
Tenga cada acto cuatro pliegos solos,	
que doce están medidos con el tiempo
y la paciencia del que está escuchando

La novela, particularmente algún subgénero, como el folletín o la novela río, se convirtió en un género muy propicio para la larga extensión, aunque en este caso la crítica literaria no lo considera un demérito por sí mismo, existiendo ejemplos excelsos: Los Miserables, de Víctor Hugo alcanzó mil cuatrocientas páginas; Guerra y Paz, de León Tolstói tiene más de medio millón de caracteres; y la serie En busca del tiempo perdido, de Marcel Proust, está considerada como la más larga del mundo, con más de nueve millones y medio de caracteres.

## Prolíficos, grafómanos, polígrafos y polímatas
Prolífico es el escritor que escribe mucho; si esa actividad llega a límites patológicos, es un grafómano. El autor que, esté o no especializado en alguna rama del saber, no se limita a una sola y trata en sus obras de varias materias distintas es un polígrafo; polímata si demuestra grandes conocimientos en ellas. Ejemplo de las tres cosas (que pueden o no darse juntas), en la producción literaria de una gran variedad de géneros y temas literarios en español son Ignacio de Loyola, Lope de Vega ("más de ciento, en horas veinticuatro, pasaron de las musas al teatro" -se refiere a sus comedias-), Benito Jerónimo Feijoo, Enrique Flórez, Marcelino Menéndez Pelayo o, recientemente, César Vidal.
Corín Tellado escribió unas cuatro mil novelas, la mayor parte "rosas", un récord en español que le disputa Marcial Lafuente Estefanía, autor de novelas del oeste (cuyo nombre siguieron usando sus hijos para firmar en total unas cinco mil); Barbara Cartland llegó a escribir 23 libros en un solo año (récord Guinness); Ryoki Inoue, 1.072 novelas; Isaac Asimov cerca de quinientos libros de los más diversos asuntos; de James Patterson se dice que es el autor de best sellers que más vende o recauda.

## Estereotipos
Existen distintos estereotipos que atribuyen a algún grupo humano ser más o menos hablador que otro, aunque no parecen haberse probado científicamente.

Investigadores de la Universidad de Arizona en Tucson (Estados Unidos) han estudiado de forma científica el estereotipo de que las mujeres hablan más que los hombres, y han descubierto que tanto mujeres como hombres utilizan una media de 16.000 palabras al día, echando por tierra el tópico. (...) "Aunque mucha gente cree en el estereotipo de que las mujeres son habladoras y los hombres poco comunicativos, no existen estudios a gran escala que hayan registrado de forma sistemática las conversaciones naturales de grandes grupos de personas en periodos de tiempo amplios", ha explicado James W. Pennebaker, coautor del estudio.

## Psicología
La incontinencia verbal se asocia a una "personalidad volcán" que, sin necesidad de incurrir en lo patológico, convierte las conversaciones en un monólogo en el que no se escucha al interlocutor. Se encuentra en cuatro tipos de personalidades: el extrovertido, el ansioso, el histriónico y el narcisista.

Hablar es una necesidad y escuchar es un arte
Goethe